# Skene motorsällskap
Skene motorsällskap är en motorsportförening i Skene med verksamhet inom motorcykel- och bilsporter. Föreningen har eller har haft förare inom motocross, enduro, folkrace, rally, rallycross, racing, backe och bilorientering. Föreningen bildades den 9 januari 1955 och är med sina dryga 1000 medlemmar en av bygdens större föreningar. Man har genom åren haft stora framgångar inom olika motorsporter med vinster i svenska-, nordiska och europeiska mästerskap men även deltävlingar i världsmästerskap (Rallycross och Motocross).
1961 anlades Backabanan som sedan dess varit föreningens hemvist. Där finns idag en folkrace/rallycrossbana, en A-bana i Mx samt bana för de minsta Mx-förarna. På området finns också endurospår. Klubbens mest kända evenemang är utan tvekan Skenefestivalen i Folkrace. Den har anordnats 36 gånger sedan 80-talet och fram t.o.m. 2019 (C19-stopp 2020). På senare år har även klassikern Gökvalsen (enduro) anordnats. 
I början av föreningens historia var verksamheten uteslutande inom motorcykelsport. 1963 startade bilsektionen. Bland föreningens mest framgångsrika medlemmar inom mc kan nämnas bröderna Peter och Magnus Johansson samt Håkan Lundberg och Henrik Thyrén inom motocross. Peter Johansson har flera svenska mästerskap i 250cc-klassen kring år 1990, dessutom vann han en GP-seger 1991. Föreningen har även haft lagframgångar inom motocross och flera gånger blivit korad till bästa klubblag i Sverige. 
Bland bilförarna märks bland annat Michael Jernberg, Lars Larsson, Magnus Krokström, Robin Larsson, Ingvar Gunnarsson och Simon Claesson i Rallycross där samtliga har SM-, NM- och/eller EM-titlar. I rally hade klubben Stig Andervang. Racing på bana har utövats framgångsrikt av Magnus och August Krokström (nu aktiv i rallycross). Björn Lövgren och Roger Persson tog en silvermedalj i SM i Bilorientering 1982.